# Closterium spetsbergense
Closterium spetsbergense  là một loài Song tinh tảo trong họ Desmidiaceae, thuộc chi Closterium.